# Catoblemma duporti
Catoblemma duporti là một loài bướm đêm trong họ Erebidae.